# Ennis
Ennis (forma anglicizzata) o Inis (in irlandese) è una cittadina della Repubblica d'Irlanda, county town della contea del Clare.

## Geografia
Ha una popolazione di circa 25 000 abitanti. Situata sul fiume Fergus, si trova a nord di Limerick e a sud di Galway, sulla strada N18 che le collega.
Il nome gaelico attuale è la forma abbreviata di Inis Cluain Ramh Fhada ("Lunga isola di prato in fila").

## Storia e cultura
Ennis sorse intorno a un'importante abbazia francescana, costruita approssimativamente nel 1242 dalla famiglia O'Brien: l'edificio divenne molto importante durante il suo momento di auge, per la conoscenza e la cultura.
Tuttavia il maggior ruolo storico di Ennis lo ricopre senz'altro il commercio: da sempre considerata un'importante market town irlandese, tutt'oggi ospita non di rado un mercato del bestiame nella piazza principale, anche se l'attività sta conoscendo da anni una veloce decrescita.
Un grosso colpo lo subì nel 2001 per una violenta infezione virale che colpì molti capi di bestiame in Irlanda: grazie a tempestive contromisure, il Clare subì pochi danni in confronto ad altre contee, ma gli influssi negativi si sentirono pesantemente a Ennis.

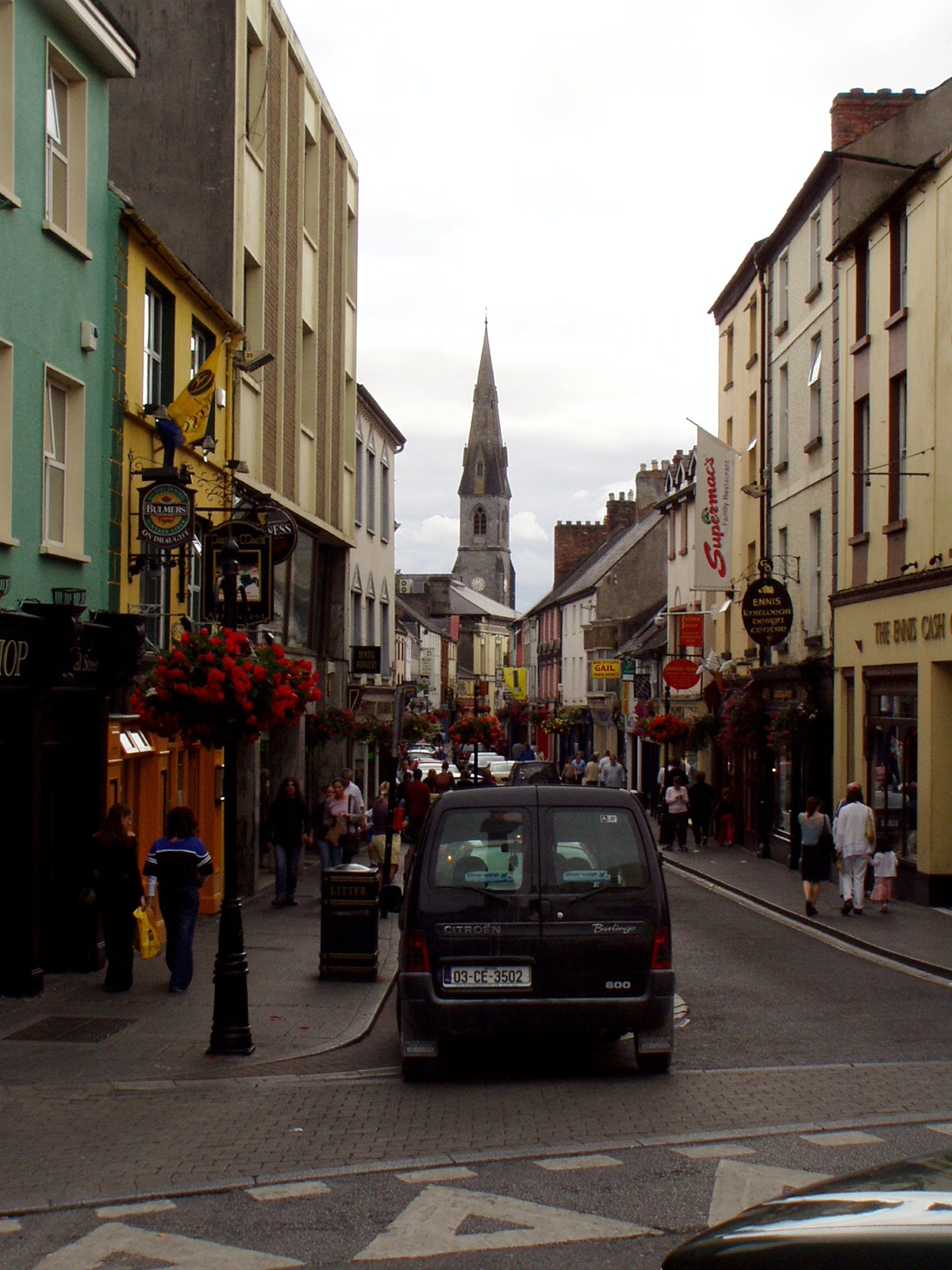
Centro cittadino
Strade strette e, in lontananza, la Cattedrale

Il centro cittadino è formato da edifici antichi e stradine strette, molte delle quali oggi rese isole pedonali o a senso unico per favorire il transito di pedoni e veicoli, che tuttavia molte volte si trovano comunque imbottigliati, specialmente nei momenti di punta. Numerosi negozi caratteristici affollano il centro, sia antichi che moderni, rendendo lo shopping a Ennis particolarmente stimolante. La parte vecchia della città è dominata della Pro-Cathedral of Saint Peter and Saint Paul ("Pro-cattedrale dei Santi Pietro e Paolo").
Ennis è diventata un importante centro per la musica tradizionale irlandese negli ultimi quindici anni, e, ogni fine maggio, ospita il Fleadh Nua, secondo festival del genere musicale in questione per grandezza in Irlanda.

## Amministrazione

### Gemellaggi
Ennis è gemellata con:
- Phoenix
- Saint-Paul-de-Fenouillet
- Langenfeld, dal 2013

## Infrastrutture e trasporti
Il territorio di Ennis è attraversato dalla strada nazionale primaria N18, che collega Galway a Limerick, che risulta essere il principale punto di riferimento stradale della propria contea.
La stazione ferroviaria di Ennis è posizionata sulla linea Limerick–Athenry ed è servita dai treni della Iarnród Éireann che collegano lo scalo di Limerick Colbert a quello di Galway. Fino al 1961, dalla stazione si diramava la linea a scartamento ridotto denominata West Clare Railway che all'altezza della stazione di Moyasta Junction si separava in due rami: uno terminante presso Kilkee, mentre il secondo giungeva a Kilrush.
La città, inoltre, è vicina allo Shannon International Airport, aeroporto internazionale che è servito da quasi tutti i voli dall'America.